# Access Industries
Access Industries, Inc. — американская частная многонациональная промышленная группа. Основана в 1986 году бизнесменом Леонидом «Лен» Блаватником, который также является ее председателем. Промышленный фокус Access сосредоточен на четырех областях: природные ресурсы и химикаты, средства массовой информации и телекоммуникации, венчурный капитал, недвижимость. Группа инвестирует в США, Европу, Израиль и Латинскую Америку. Штаб-квартира находится в Нью-Йорке, дополнительные офисы находятся в Лондоне и Москве.

## Текущие запасы
По состоянию на 2016 год Access Industries продолжал иметь доли в таких компаниях, как UC Rusal, LyondellBasell, Rocket Internet, Warner Music Group и Zalando. В апреле 2017 года Access Entertainment приобрела долю в RatPac Entertainment.

### Технология
В 2015 году Access Industries запустила Access Technology Ventures, инвестиционная группа венчурных проектов и технологий роста. По состоянию на 2017 год он инвестировал в компании, включая Snapchat, Square, Yelp, Alibaba, Rocket Internet, Deezer, Gett, Spotify, Zalando и DigitalOcean. В августе 2017 года Access Technology Ventures осуществил финансирование для производителя смартфонов Essential Products на сумму 300 миллионов долларов, инвестируя в компанию 100 миллионов долларов. В октябре 2015 года компания Access Industries создала First Access Entertainment, которая сосредотачивается на развитии талантов и представительстве в музыке, развлечении и моде.
В 2022 году фонд Access Industries вместе с фондами Lightspeed Venture Partners, Eldridge и 20VC инвестировали 116 млн долларов в нового «единорога» — британскую компанию-разработчика мобильных игр TripleDot Studios, среди проектов которой Wooduku, Word Hop и Solitaire. Кроме того, за последние годы Access Industries инвестировала 60 млн долларов в норвежский проект PortalOne, 300 млн долларов в телемедицинский стартап Cerebral и 857 млн долларов в американскую компанию по производству электрических летательных аппаратов Archer Aviation.

## Политическая деятельность
В 2015 году компания Access Industries пожертвовала 1,8 миллиона долларов на поддержку Super PACs, поддерживая кандидатов в республиканские партии Скотта Уокера и Линдси Грэм.